# Aluzie
Aluzia este o figură de stil (cuvânt, expresie sau frază) prin care cineva face referire la o întâmplare sau la o persoană dintr-un context extern. Publicul auditor sau cititor este lăsat să facă legătura; în cazul în care legătura este realizată direct și în mod explicit (opusă celei implicite) de către autor, ea este numită, în schimb, o referință. În domeniul artelor, o aluzie literară pune textul aluziv într-un nou context în care acesta își asumă noi sensuri și semnificații. Nu este posibil să se predetermine natura tuturor sensurilor și modelelor intertextuale pe care le generează o aluzie. Aluzia literară este strâns legată de parodie și pastișă, care sunt, de asemenea, dispozitive literare.
Într-un context informal mai larg, o aluzie este o afirmație scurtă ocazională indicând un sens mai larg. Este o mențiune incidentală a ceva, direct sau implicit, cum ar fi „Pe piața bursieră și-a găsit Waterloo-ul”.

## Domeniul de aplicare a termenului

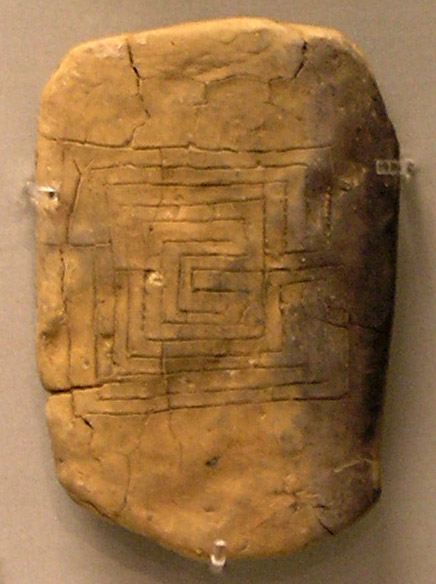
Partea din spate a unei tablete de lut de la Pylos conținând motivul Labirintului, o aluzie la lupta mitologică dintre Tezeu și Minotaur

În sensul cel mai tradițional, aluzia este un termen literar, deși cuvântul a ajuns să cuprindă referiri indirecte la orice sursă, inclusiv aluzii la filme sau la arte vizuale. În literatură, aluziile sunt folosite pentru a relaționa concepte de care cititorul are deja cunoștințe cu conceptele discutate în poveste. În domeniul criticii de film, o referință vizuală intenționat nerostită la un alt film este numită un omagiu. S-ar putea chiar să se sesizeze că întâmplările reale au substraturi aluzive, atunci când un eveniment anterior este amintit inevitabil de unul actual. „Aluzia este legată de un subiect vital și peren în teoria literară”, observa William Irwin, în eseul „Ce este o aluzie?”
În cazul în care ascultătorul sau cititorul nu înțelege intenția autorului, o aluzie devine doar un element decorativ. 
Aluzia este o figură de stil care folosește un spațiu relativ scurt pentru a se referi la o cantitate de idei, meme culturale sau emoții asociate deja cu un subiect. Astfel, o aluzie este ușor de înțeles doar de către cei care au o cunoaștere prealabilă a referinței ascunse în cauză, un semn al instruirii lor culturale.